# Zabiała
Zabiała – wieś w Polsce, w województwie podkarpackim, w powiecie lubaczowskim, w gminie Oleszyce, w sołectwie Stare Oleszyce.
Do 2023 miejscowość była przysiółkiem wsi Stare Oleszyce.
W latach 1975–1998 przysiółek był położony w województwie przemyskim.
Przysiółek znajduje się na zachodnim krańcu powiatu lubaczowskiego, przy kompleksie lasów sieniawskich. Przysiółek obejmuje 65 domów.
Wierni Kościoła rzymskokatolickiego należą do parafii Narodzenia Najświętszej Maryi Panny w Oleszycach. W Zabiałej znajduje się kościół filialny pw. św. Józefa Oblubieńca Najświętszej Maryi Panny, zbudowany w latach 1983–1987 według projektu inż. arch. Józefa Olecha. 5 lipca 1987 roku bp Marian Jaworski dokonał konsekracji kościoła.